# Дубинське (заповідне урочище)
Ду́бинське — заповідне урочище місцевого значення в Україні. Розташоване в межах Сколівського району Львівської області, на південь від села Кам'янка.
Площа 605 га. Статус надано згідно з рішенням Львівської облради від 9.10.1984 року, № 495. Перебуває у віданні ДП «Сколівський лісгосп» (Дубинське лісництво, кв. 7, 10, 12, 22, 23).
Статус надано з метою збереження еталонних, протиерозійних, високопродуктивних хвойних і букових лісів Українських Карпат (масив Сколівські Бескиди).

## Галерея

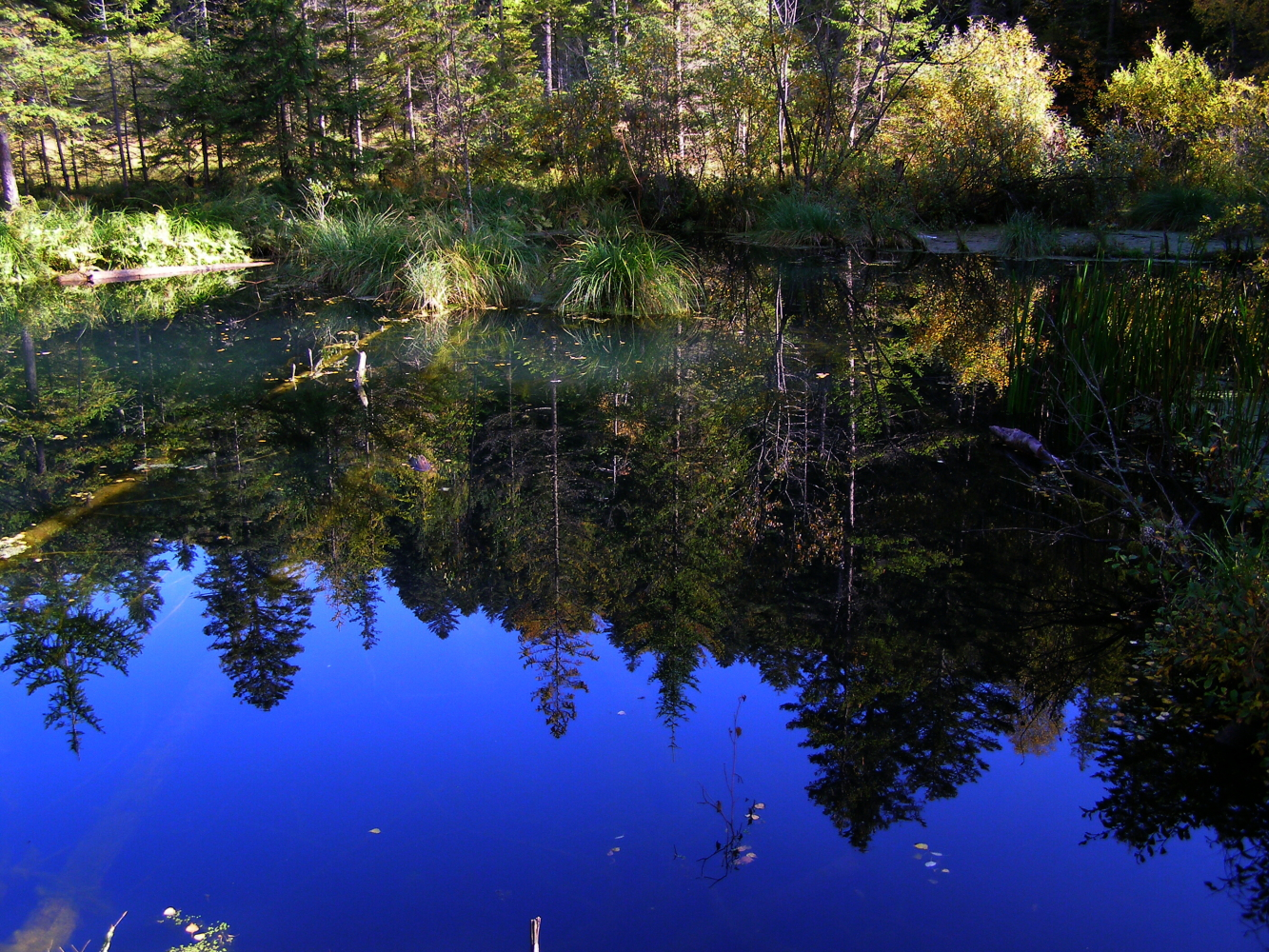
озеро Журавлине
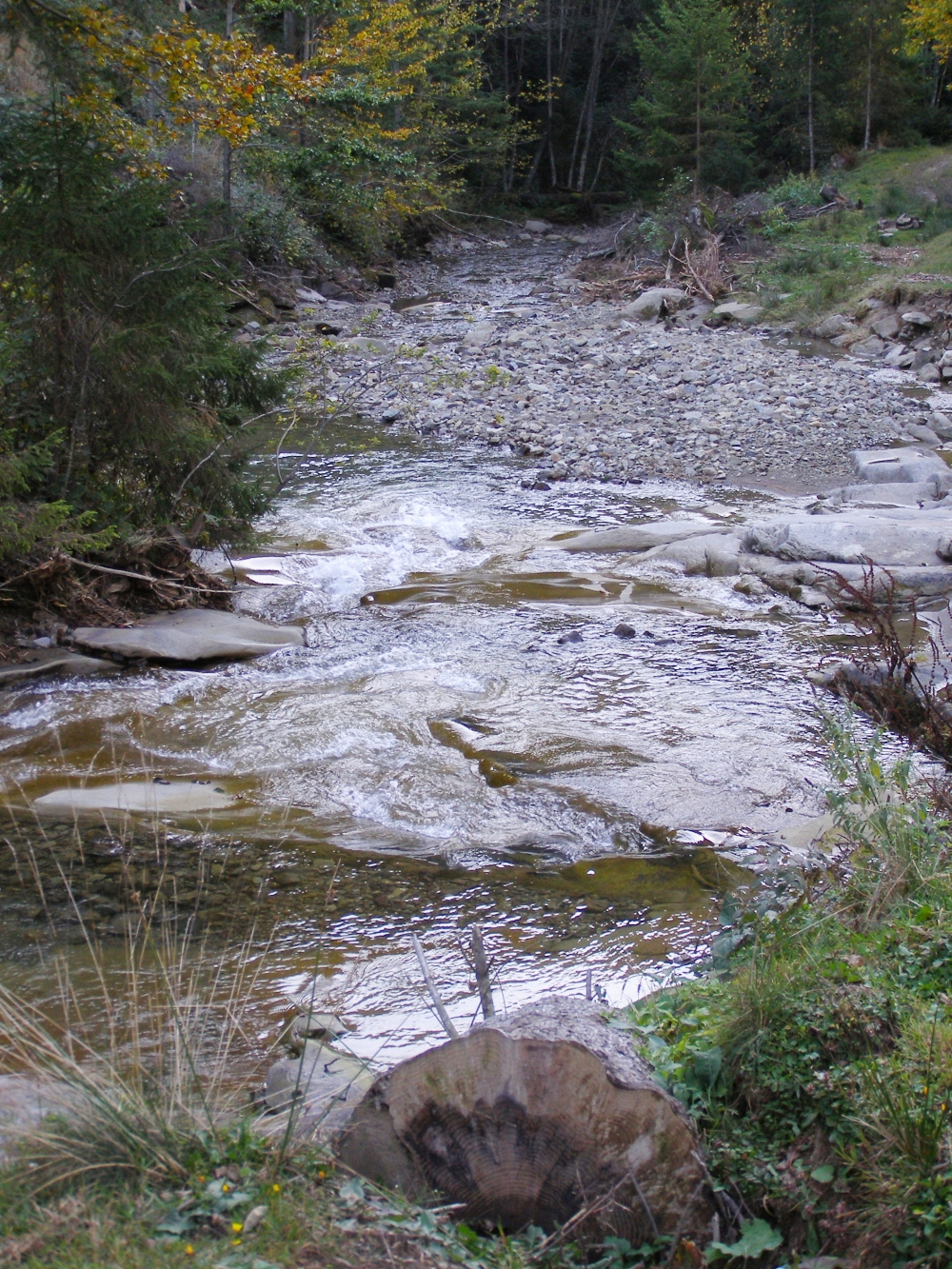
річка Кам'янка
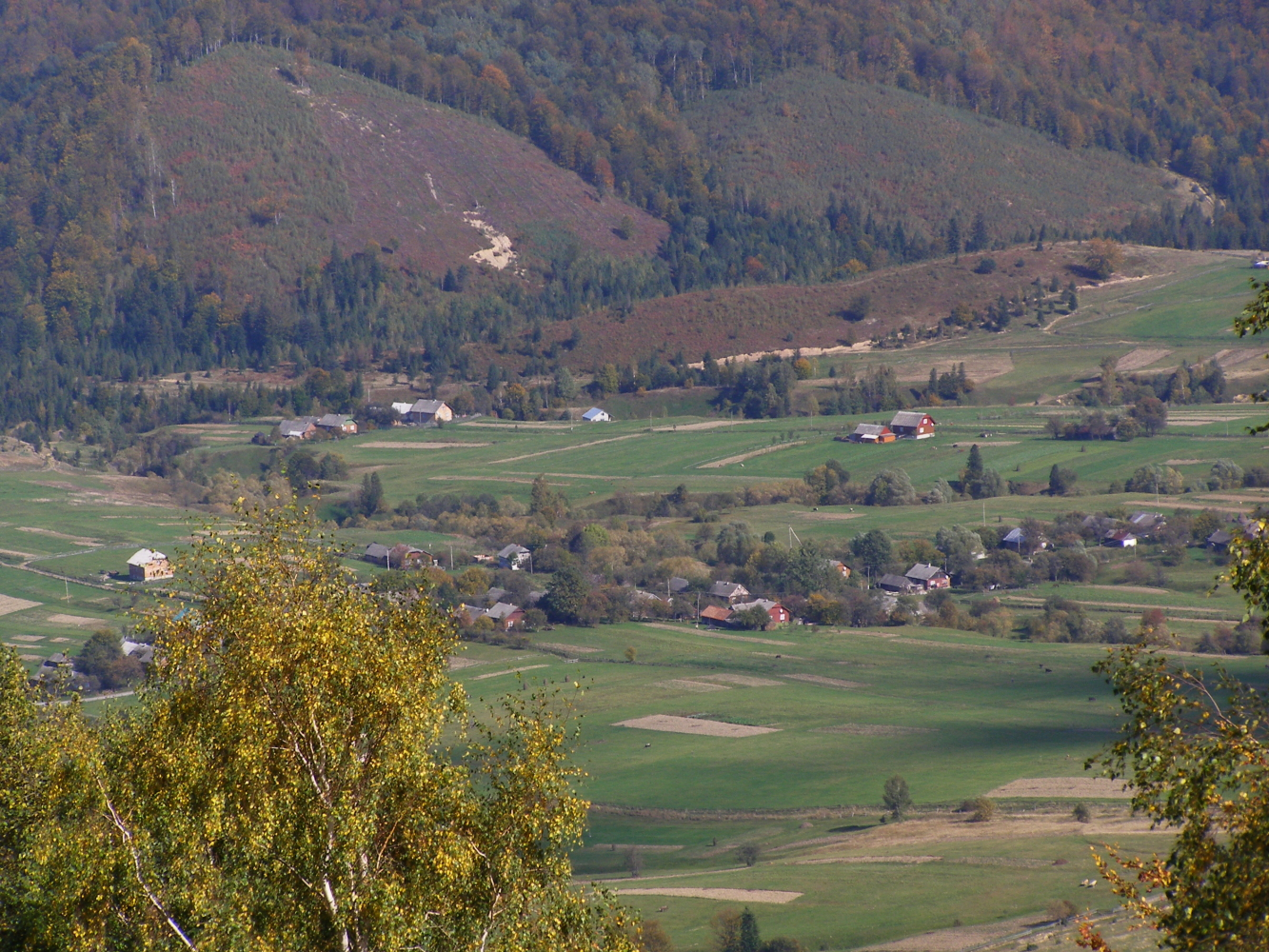
краєвид на село Кам'янка